# Национальный конгресс Палау
Национальный конгресс Палау (палау Olbiil era Kelulau) — орган законодательной власти Палау, двухпалатный парламент, состоящий из нижней палаты, Палаты делегатов Палау (англ. House of Delegates of Palau) и верхней, Сената Палау (англ. Senate of Palau).

## История
1 января 1981 года была принята первая конституция Палау и через год началась первая сессия парламента.
18 августа 1981 года основана Библиотека конгресса Палау, имеющая на данный момент более чем 3000 единиц хранения.
7 Октября 2006 он вместе со столичными полномочиями переехал из города Корор в новую столицу Нгерулмуд. Постройка здания парламента «Национальный конгресс Палау» была завершена в 2006 году, как часть комплекса Капитолия.

## Состав парламента
Палата делегатов Палау состоит из 16 членов, каждый представляет один из 16 штатов страны четырёхлетний срок. Сенат состоит из 13 членов, выбираемых общенационально на четырёхлетний срок. В выборах, прошедших 2 ноября 2004 года, были избраны только беспартийные. На данный момент в Палау не существует политических партий. Спикер — Ной Идехонг. Вице-спикер — Александр Мереп.

## Выборы
В парламент каждый раз на 4 года всенародно выбираются 16 депутатов и 13 членов Сената.
Составы парламента, в настоящий момент одиннадцатый:
1. состав 1981—1984
2. состав 1985—1988
3. состав 1989—1992
4. состав 1993—1996
5. состав 1997—2000
6. состав 2001—2004
7. состав 2005—2008
8. состав 2009—2012
9. состав 2013—2016
10. состав 2017—2020
11. состав 2020—настоящее время

### Выборы седьмого состава
| Члены        | Палата депутатов | Сенат |
| ------------ | ---------------- | ----- |
| Беспартийные | 16               | 9     |
| Всего        | 16               | 9     |

## Библиотека конгресса Палау
Базирующаяся в здании Национального конгресса Палау в Короре, Библиотека конгресса Палау была основана 18 августа 1981 года, когда в нём ещё располагалась столица. Руководимая с 1996 года Конгрессиальным библиотекарем Гарри Бесебесом, она имеет 5000 единиц хранения, с ежегодным приобретением в 350. Библиотека имеет в штате 2 штатных сотрудников, оба профессиональные библиотекари. Библиотека состоит в Международной федерации библиотечных ассоциаций и учреждений.